# منشقة مسحوق جاف

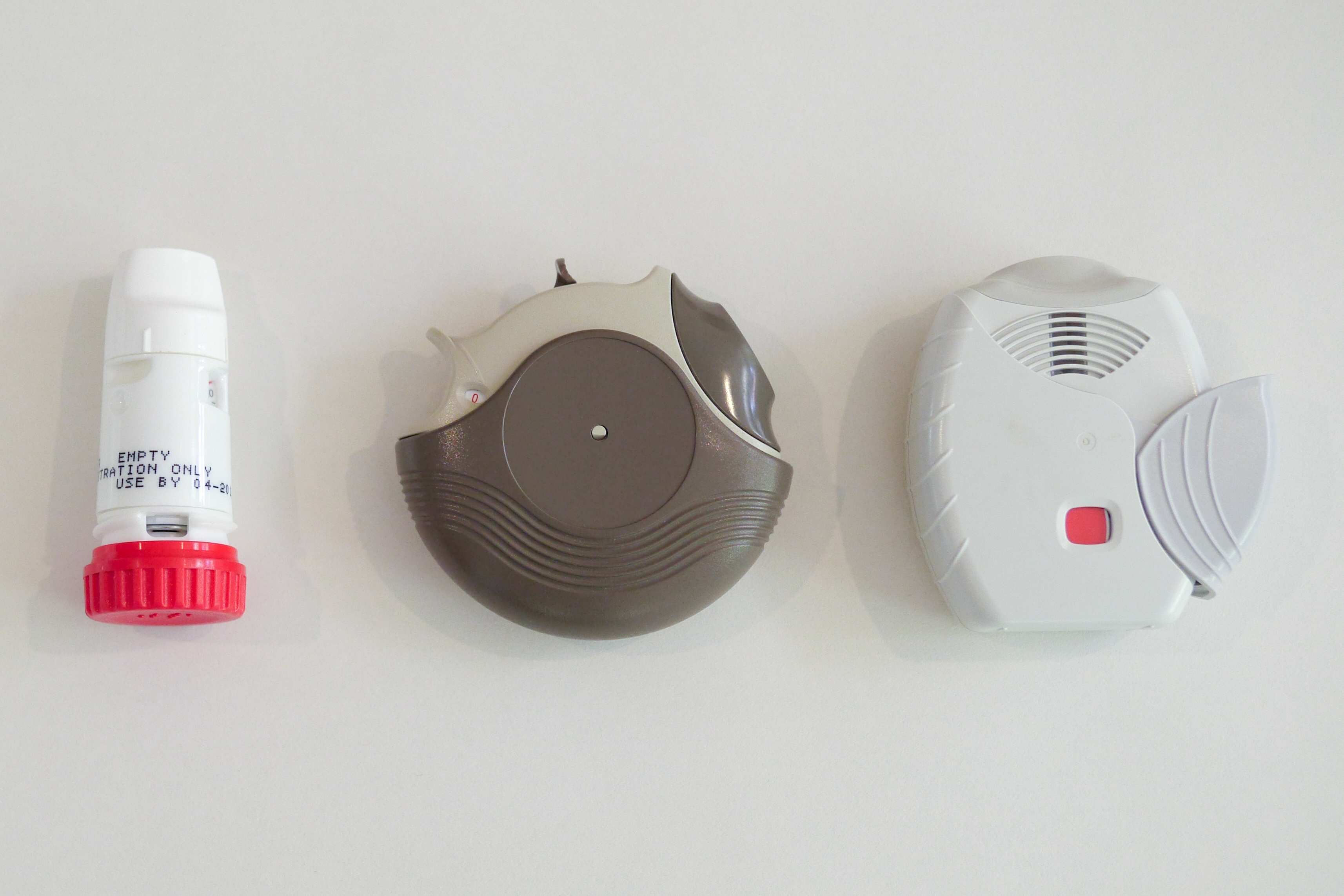
ثلاثة أنواع من أجهزة الاستنشاق بالمساحيق الجافة: أجهزة Turbuhaler و Accuhaler و Ellipta.

منشقة مسحوق جاف (DPI) هو جهاز يقدم الدواء للرئتين على شكل مسحوق جاف. يستخدم DPIs عادة لعلاج أمراض الجهاز التنفسي مثل الربو والتهاب الشعب الهوائية وانتفاخ الرئة ومرض الانسداد الرئوي المزمن على الرغم من أن DPIs (مثل الأنسولين المستنشق Afrezza) قد استخدمت أيضا في علاج مرض السكري.
تعد DPIs بديلاً لأجهزة الاستنشاق القائمة على الهباء الجوي والتي تسمى عادةً أجهزة الاستنشاق بالجرعات المقننة (أو MDI). قد تتطلب DPIs بعض الإجراءات للسماح للجرعة المقاسة من المسحوق أن تكون جاهزة للمريض. يحتفظ الدواء عادة في كبسولة للتحميل اليدوي أو الملكية من داخل جهاز الاستنشاق. بمجرد تحميلها أو تشغيلها، يضع المشغل لسان حال الاستنشاق في فمه ويأخذ استنشاقًا حادًا وعميقًا (يضمن وصول الدواء إلى الأجزاء السفلية من الرئتين) ، مع احتجاز أنفاسه لمدة 5-10 ثوان. هناك مجموعة متنوعة من هذه الأجهزة. الجرعة التي يمكن توصيلها عادة ما تكون أقل من بضع عشرات من ملليغرام في نفس واحدة منذ جرعات أكبر من مسحوق قد يؤدي إلى اثارة السعال.

## التخزين
يجب تخزين الدواء DPI في مكان جاف في درجة حرارة لا تزيد عن 25 درجة مئوية (77 درجة فهرنهايت) والرطوبة ما بين 40-50 ٪ في عبوة مختومة، لأن التعرض للمسحوق للرطوبة يحط من قدرة الجهاز على تفريق الدواء باعتباره مسحوق ناعم عند الاستنشاق.